# Uaro-Ana (Ort)
Uaro-Ana (Uaroana, Waru-Ana, Baruana) ist ein Dorf im Suco Biqueli, auf der zu Osttimor gehörenden Insel Atauro.

## Geographie und Einrichtungen

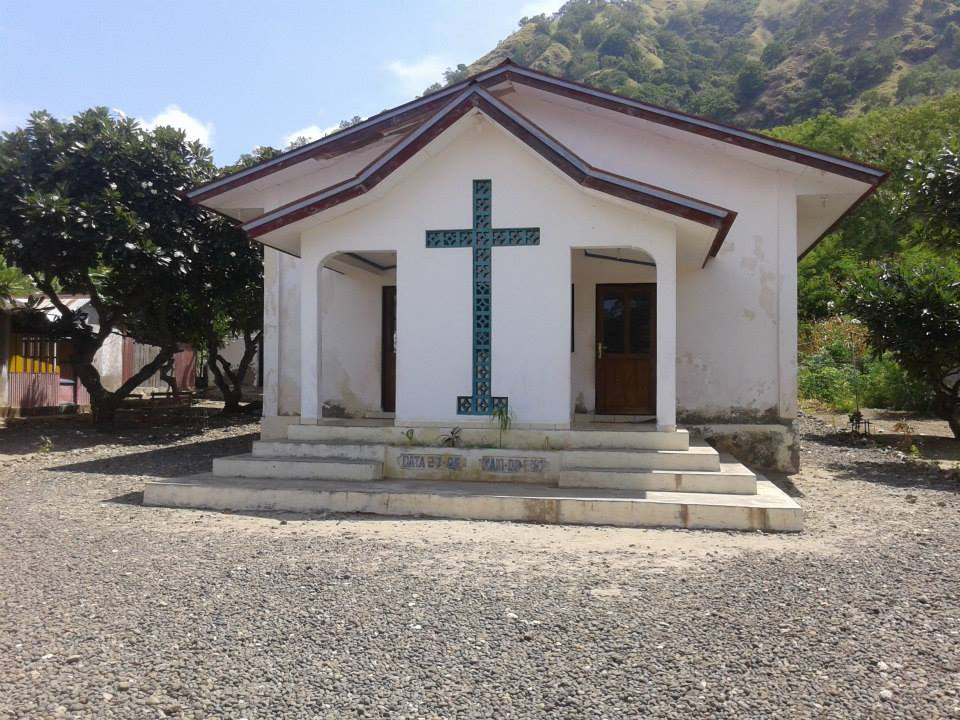
Protestantische Kirche von Uaro-Ana

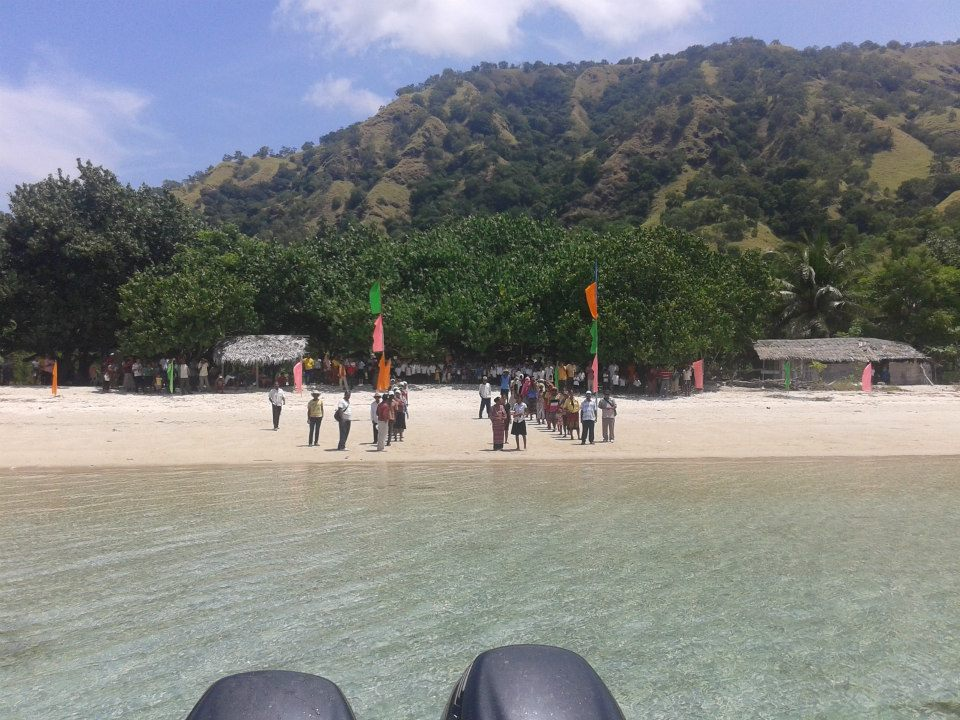
Strand von Uaro-Ana

Das Dorf Uaro-Ana liegt an der Ostküste Atauros, nördlich des Ponta Nussalo, im Südosten der Aldeia. Eine gut ausgebaute Straße führt in den Süden nach Biqueli, dem Hauptort des Sucos. Wenige hundert Meter nördlich von Uaro-Ana liegt das Dorf Belém und zwei Kilometer weiter das Dorf Akrema. Die Straße nach Akrema befand sich 2021 noch im Bau. Aus einer Quelle nahe der Küste fließt durch Geothermie auf bis zu 40 °C erwärmtes Wasser.
Im Dorf Uaro-Ana befindet sich eine protestantische Kirche. Der Norden Atauros ist mehrheitlich protestantisch, während die Bevölkerung im restlichen Osttimor fast nur katholisch ist. Neben der Kirche stehen in Uaro-Ana die Grundschule Baruana und ein Kindergarten.